# Ninurtatukulti-Aixur
Ninurtatukulti-Aixur o Ninurta-tukulti-Aššur va ser rei d'Assíria. Va governar de manera breu, segurament menys d'un any, potser el 1133 aC. Era fill d'Aixurdan I, sens dubte el fill gran d'aquest rei, al que va succeir quan va morir després d'un llarg regnat.
D'aquesta època es tenen moltes dades sobre l'administració civil i religiosa en relació al palau, a través d'un gran nombre de tauletes que mostren el funcionament de la cort; entre les dades se sap de la celebració de la festa de Takultu, que ja es coneixia d'abans, on el rei oferia un banquet als déus en forma de sacrifici per atreure les seues benediccions sobre el país, la ciutat i el rei.
Hauria estat aquest rei el que va retornar l'estàtua del deu Marduk a la nova dinastia de Babilònia, estàtua que havia estat agafada de la capital cassita i portada a Assur pel rei Tukultininurta I. El seu germà Mutakkilnusku es va revoltar i el va forçar a fugir a Babilònia, que els assiris anomenaven Karduniaix, i després ja no torna a ser esmentat.